# کشتار جلریز
کشتار جلریز کشتاری هست که در تاریخ ۱۱ سرطان/تیر ۱۳۹۴ به وقوع پیوست و طی آن ۲۴ سرباز هزاره بدست طالبان و با کمک و همدستی مردم محل و بی توجهی ارگان‌های نظامی کشور کشته شدند.

## جزئیات
بیش از هزار تن از اعضای طالبان در تاریخ ۱۱ سرطان/تیر ۱۳۹۴ به پاسگاه‌های امنیتی که سربازان هزاره در آن حضور داشتند حمله کردند و پس از حدود ۴۰ ساعت درگیری دستکم ۴۰ تن از پلیس‌ها کشته و ۱۲ پاسگاه این سربازان بدست طالبان سقوط می‌کند.

### گفته‌های سربازان نجات یافته
سربازانی که از حمله طالبان توانسته بودند نجات پیدا کنند بعدها به رسانه‌ها اطلاع دادند که در جریان درگیری، بارها از مسئولان درخواست کمک و درخواست اعزام نیروهای پشتیبانی کردند، اما هیچکس به خواسته آنها توجه نکرد و کمکی نیز به آنان فرستاده نشد و برعکس با تحقیر سربازان به آنان گفته شده که «ما کاری نمی‌توانیم و اگر می‌توانید جان خود را بکشید و اگر نمی‌توانید بمیرید.». هنگامی که این سربازان از پاسگاه‌هایی امنیتی دیگری که از مردم محل بوند نیز کمک می‌خواهد آن‌ها به درخواست آنان را رد کرده و می‌گویند:«تفنگ‌های ما علیه طالبان شلیک نمی‌کنند چون آنان برادران ما هستند.». این سربازان نجات یافته می‌گویند که از خانه‌های محل نیز بیشتر به سمت آنان تیر شلیک می‌شده و کودکان آنان سربازان را تحقیر می‌کردند.

## همدستی با طالبان
کریم خلیلی مدعی شد سربازانی در ۲۰۰ متری سربازان محاصره مانده حضور داشتند اما آنان نیز به کمک این سربازان نیامدند و با بی تفاوتی برخورد کردند. محمد محقق نیز ادعا کرد که ۳۰ ساعت هرچه سربازان محاصره شده درخواست کمک کردند کسی به کمک آنان نیامد.

## واکنش‌ها
- محمد اشرف غنی رئیس جمهور افغانستان علاوه بر محکوم کردن این جنایت گفت که این جنایت بی جواب نخواهد ماند و خواستار تشکیل کمیسیونی برای بررسی این جنایت شد.[۶]
- شورای امنیت ملی افغانستان کشتار جلریز را جنایت جنگی و و ضد بشری دانست.[۷]
- در ۱۳ سرطان/تیر ۱۳۹۴ ده‌ها تن از شهروندان کابل در اعتراض به کشتار سربازان در جلریز به تظاهرات پرداختند و دولت را عامل قتل سربازان دانستند.[۸]
- کریم خلیلی حادثه جلریز در ۲۰ کیلومتری ولایت کابل، نشان دهنده ضعف مدیریتی و اداره دولت وحدت ملی افغانستان و مایه رنج مردم کشور دانست.[۱]
- محمد محقق نیز در اعتراض به این کشتار مدعی شد که در نحوه وقوع این حادثه ابهام جدی وجود و خواستار تشکیل هیئتی برای بررسی قضیه و مجازات مجرمان شد.[۱]
- سرور دانش خواستار شناسایی مشکلات و ناهماهنگی‌ها و مورد پیگرد قرار دادن افرادی که در این مورد کوتاهی کردند شد.[۱]

## کمیسیون حقیقت یاب
پس از کشتار جلریز رئیس جمهور اشرف غنی خواستار تشکیل کمیسیون حقیقت‌یابی برای بررسی این فاجعه شد. این کمیسیون دو ماه پس از این فاجعه گزارش داد که:
بی نظمی در ادارات محلی سبب شد که طالبان در ۱۲ تیر/سرطان به پاسگاه‌های امنیتی حمله کنند. نبود مهمات کافی در پاسگاه‌های امنیتی و نرساندن کمک به آنها با وجود امکانات کافی و دریافت گزارش‌هایی مبنی بر حمله طالبان به این پاسگاه‌ها از عوامل این کشتار عنوان کرد. ۴ گزارش امنیت ملی، یک گزارش ۸ روز پیش، یکی ۶ روز پیش، یکی ۲ روز پیش و یکی هم یک روز پیش رسیده بود که طالبان که در آن طرف تپه‌ها هستند اما هیچ توجهی از طرف ارگان‌های دولتی صورت نگرفت و منجر به این کشتار شد.